# Lista episcopilor romano-catolici ai Transilvaniei

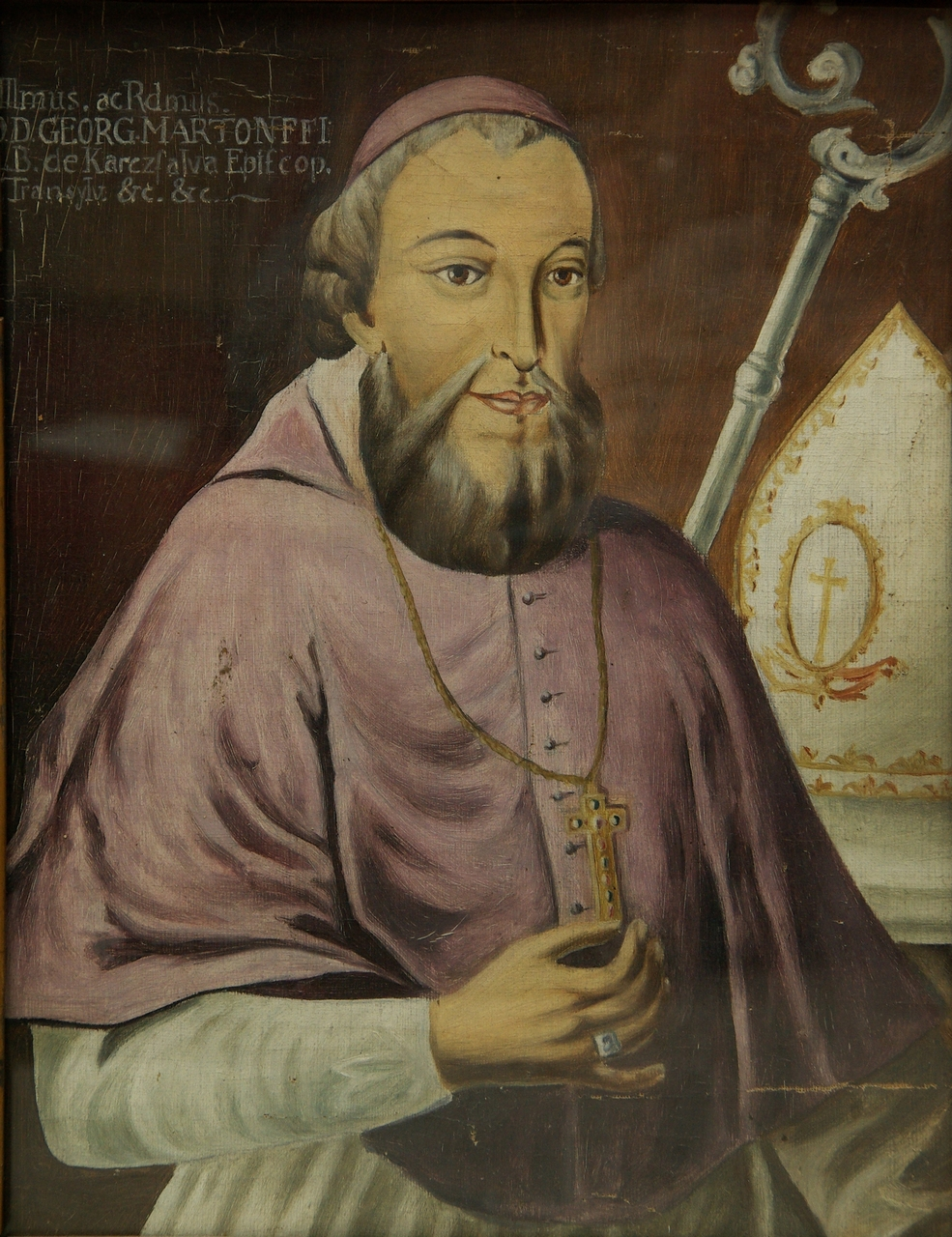
Georg Mártonffy

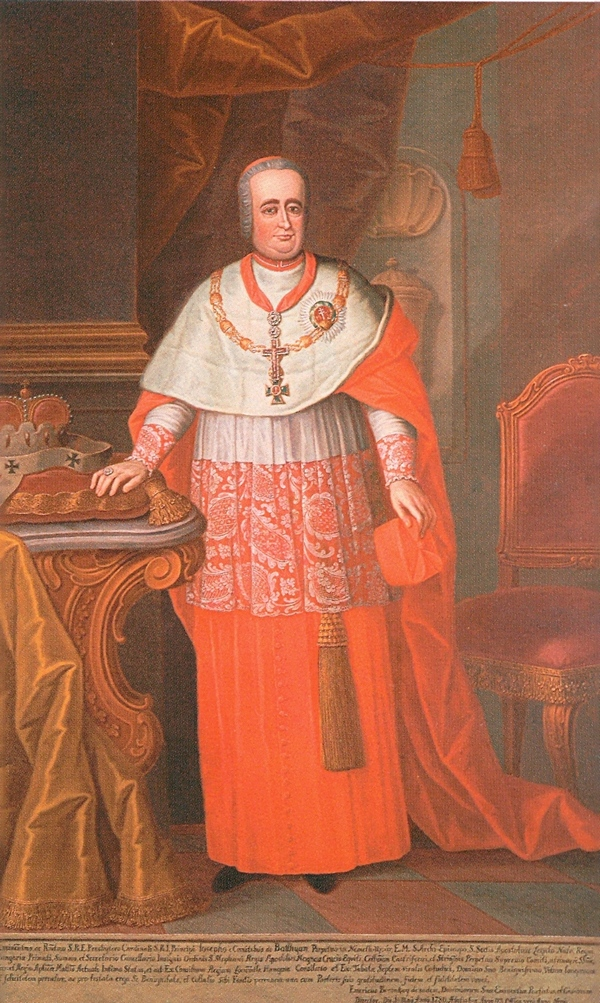
József Batthyány

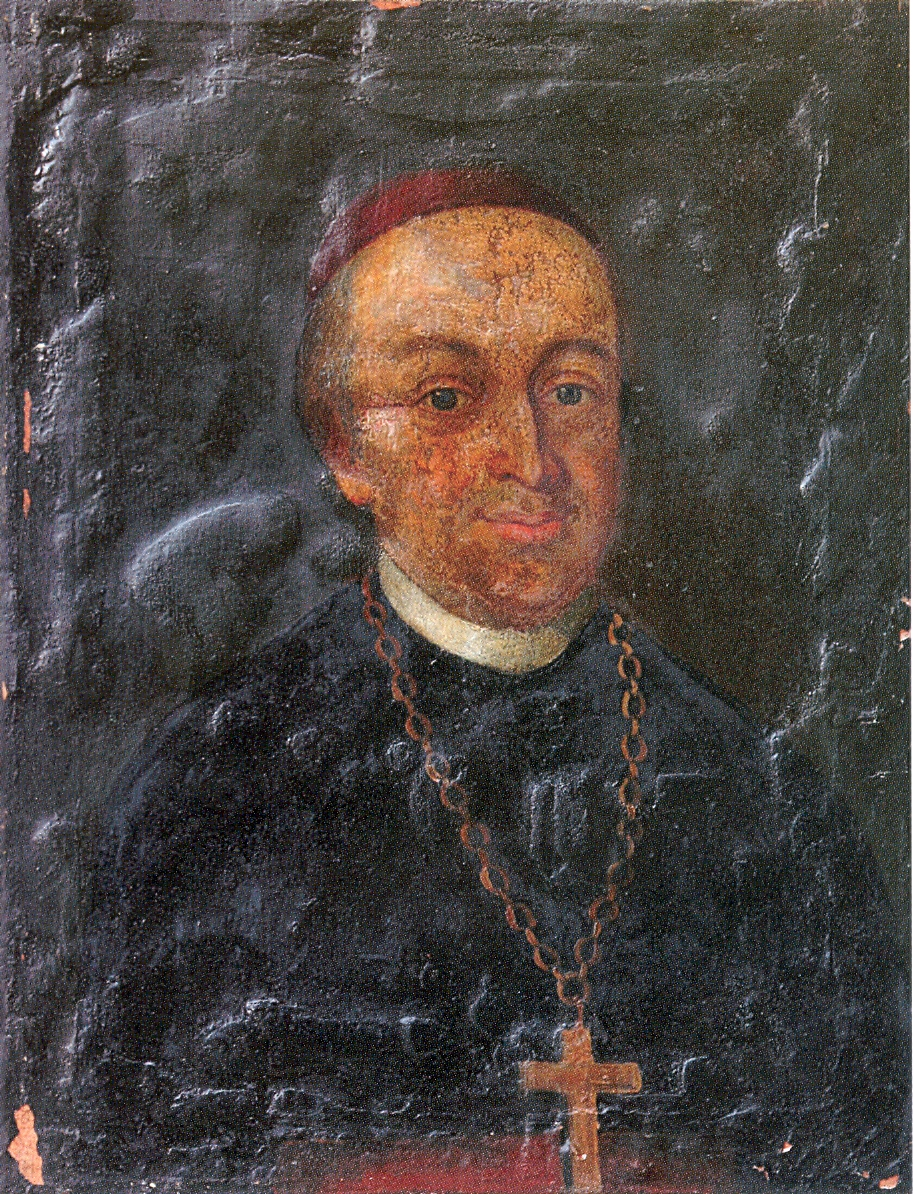
Ignác Batthyány

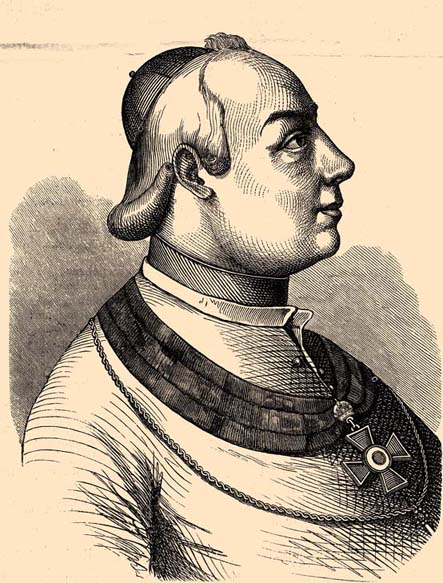
József Mártonffy

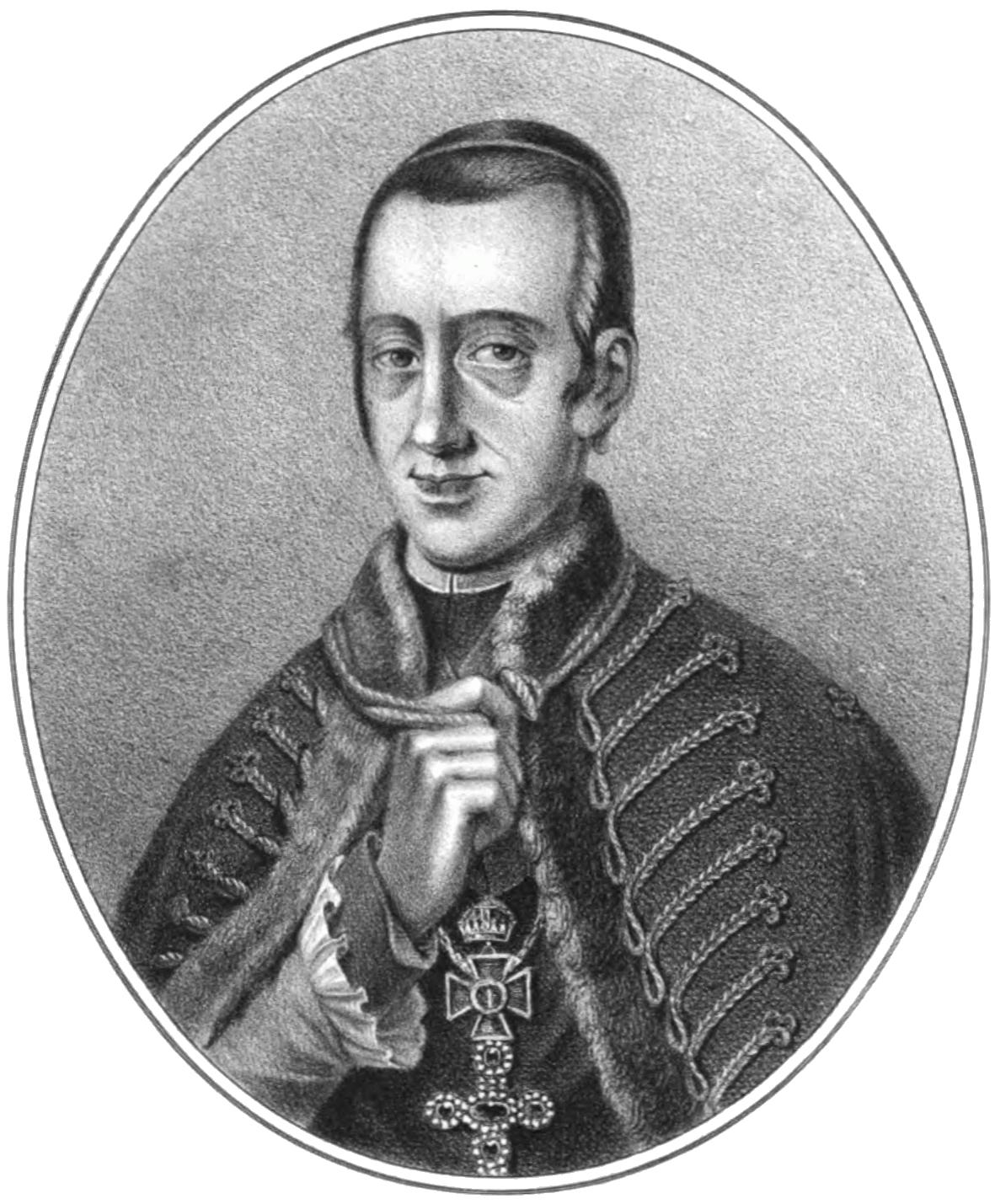
Ignác Szepessy

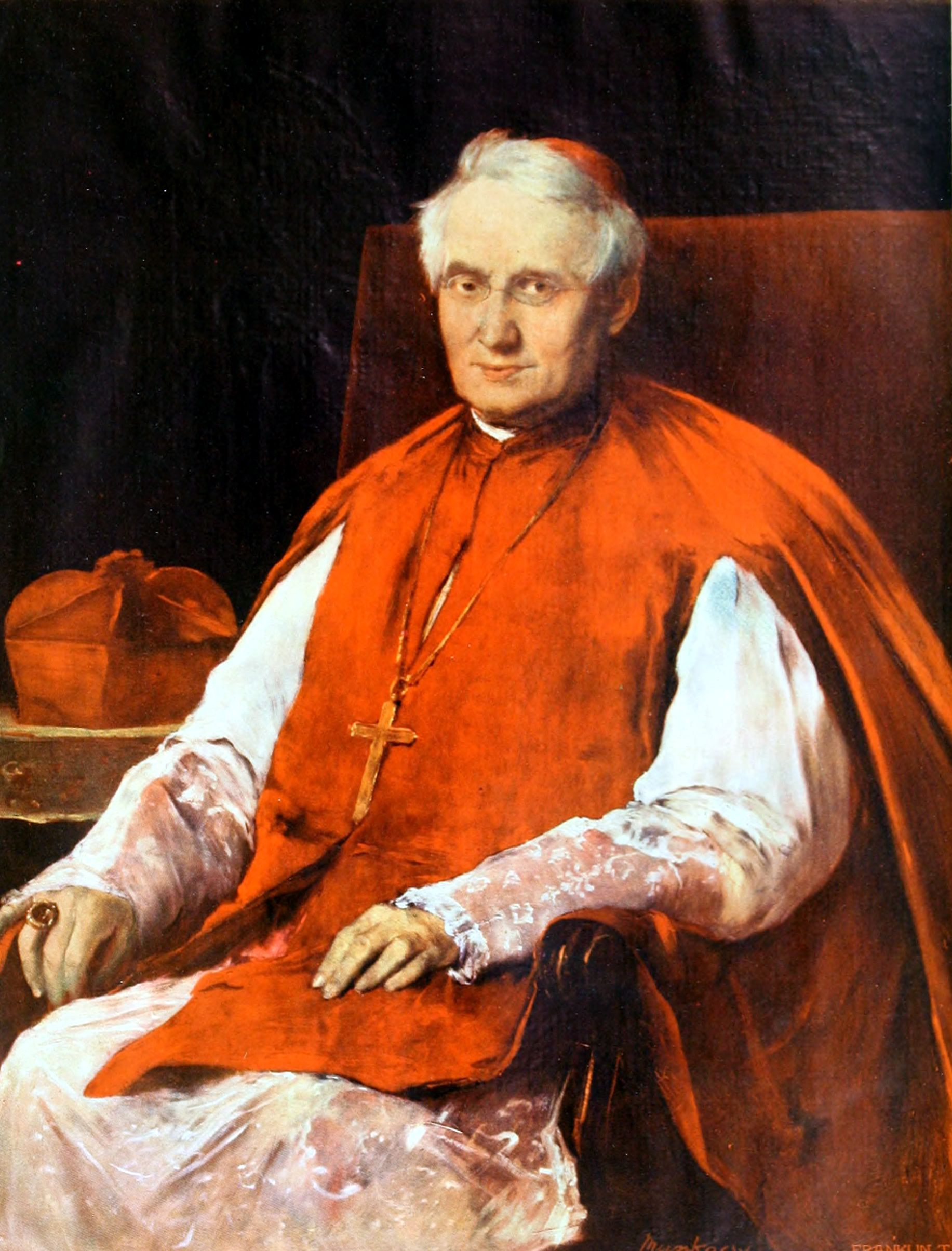
Lajos Haynald

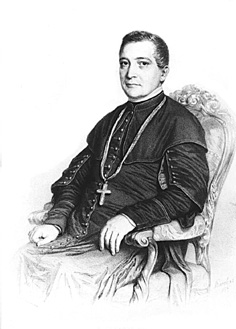
Mihály Fogarasy

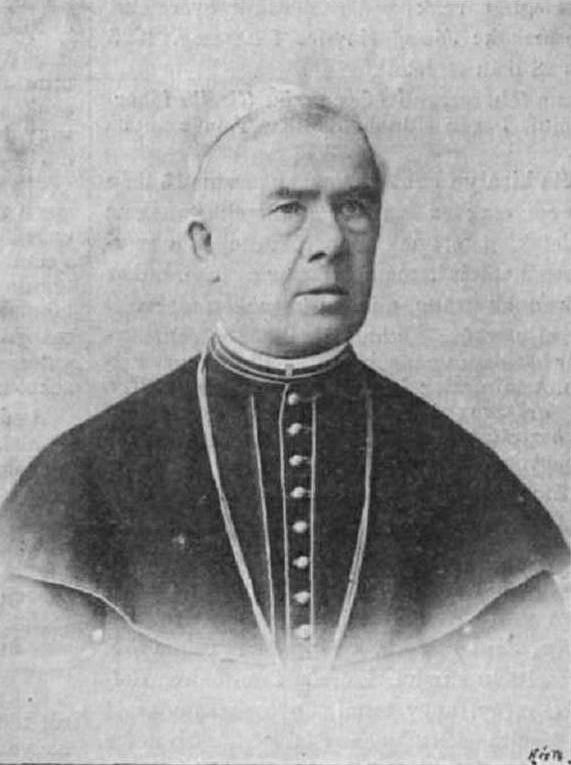
Ferenc Lönhart

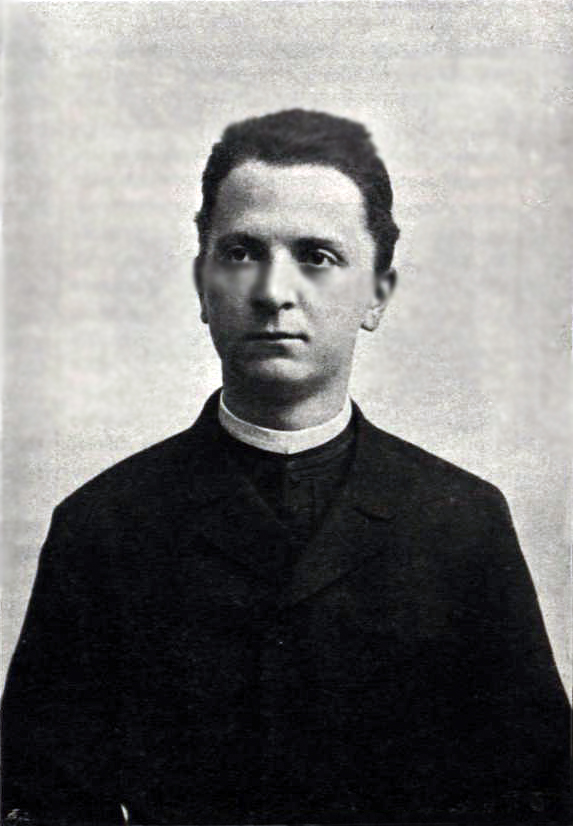
Gusztáv Károly Majláth

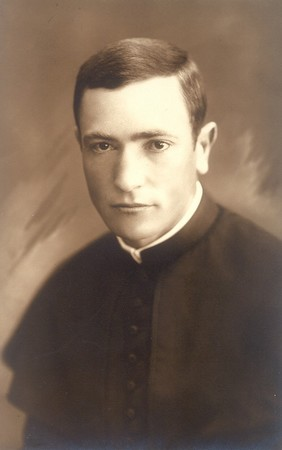
Áron Márton

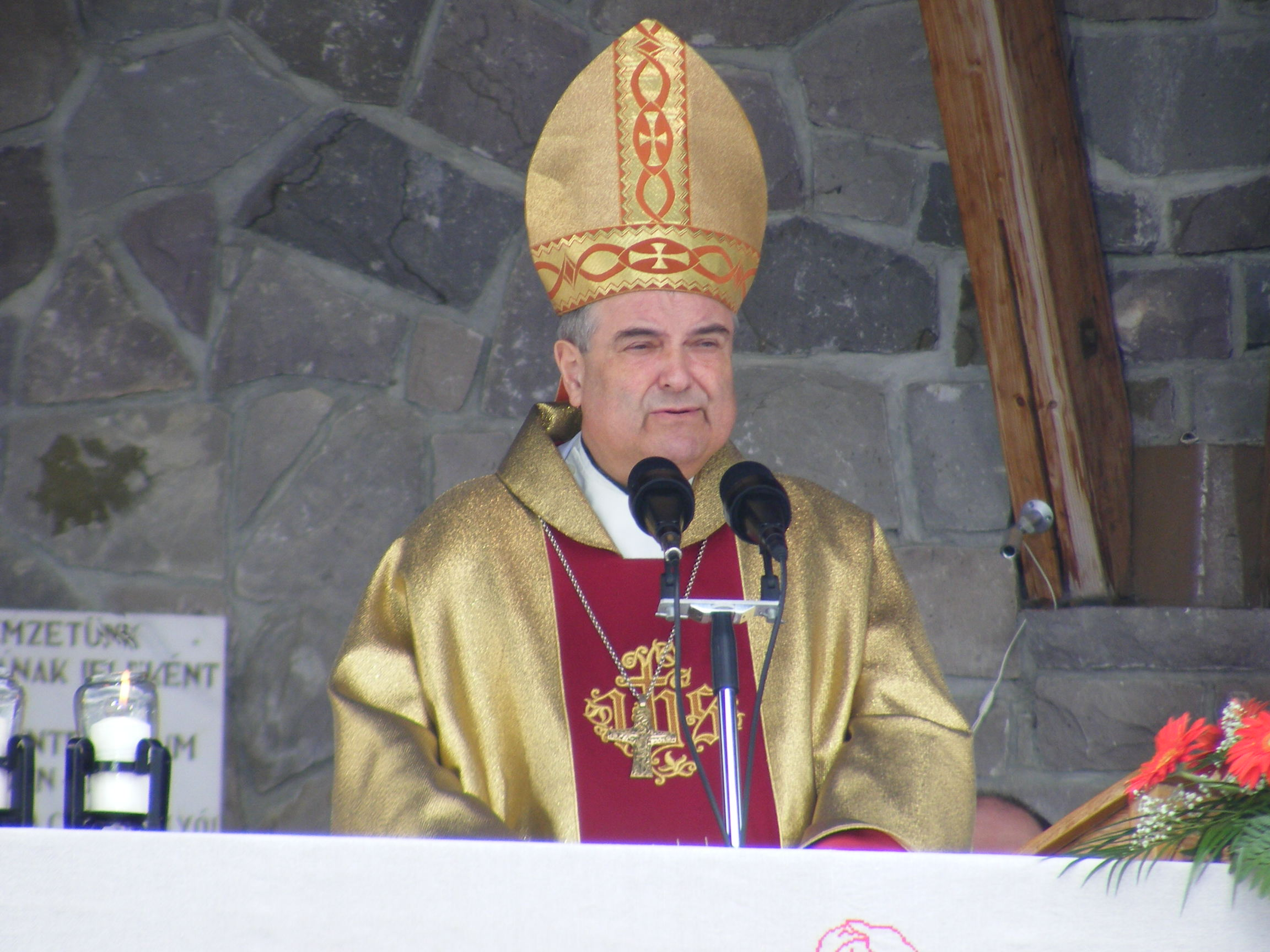
György Jakubinyi

Aceasta este o listă a episcopilor și arhiepiscopilor care au condus Episcopia Romano-Catolică a Transilvaniei:
- Buldus 1009 (?)-1046 (controversat)
- Franco 1075-1083 (?) (controversat)
- Simon 1111-1113
- Villarius ? 1113 (?)
- Felicianus ? 1124-1127
- Baranus 1139
- Valter 1156-1158
- Vilcina 1166-1169
- Paul 1181-1185
- Adrianus (Adorján) 1187-1202
- Vilmos 1204-1221
- Rajnald 1222-1241
- Artolf 1244-1245
- Gallus (Gál) 1246-1269
- Petru Monoszló  1270-1307
- Benedict 1309-1319
- Andreas Széchy sau Szécsy 1320-1356
- Dominic Széchy sau Szécsy 1357-1368
- Demeter 1368-1376
- Goblinus (Goblin) 1376-1386
- Emmerich Czudar 1386-1389
- Petrus Knoll 1389-1391
- Demeter Jánoki 1391-1395
- Maternus 1395-1399
- Nicolaus 1400-1401
- Spephanus Upori 1401-1402
- Johannes Laki 1402-1403
- Stephanus Upori 1403-1419
- Georgius Pálóczy 1419-1423
- Blasius Csanádi 1424-1427
- Georgius Lépes 1427-1442
- Matei de la Bischino 1443-1461
- Nicolaus Zapolyai (Szapolyai) 1461-1468
- Gabriele Rangone 1472-1475
- Ladislau Geréb 1475-1501
- Dominic Kálmáncsehi 1502-1503
- Nicolaus Bácskai de Bácskai 1503-1504
- Sigismund Thurzó 1504-1505
- Johannes Foix 1506-1508
- Francisc Perényi 1508-1513
- Francisc Várday 1513-1524
- Ioan Gosztonyi 1524-1527
- Nicolaus Gerendi 1528-1540
- Ioan Statileo 1528-1542
- Paul Bornemissza 1553-1556
- Demetrius Napragyi 1596-1601
- Stephanus Szentandrási oder Csíki 1618-1630
- Ladislau Hosszútóthy 1632-1634
- Stephanus Simándi 1634-1653
- Ioan Pálfalvay 1653-1656
- Francisc Szentgyörgyi 1656-1663
- Francisc Szegedi 1662-1663
- Francisc Tolnai de Tolnay 1663-1666
- Matei Szenttamási 1667-1676
- Andrei Mokcsay 1676-1679
- Andrei Sebestyén 1679-1683
- Stephanus Kada 1685-1695
- Andrei Illyés 1696-1712
- Gheorghe Mártonffy 1713-1721
- Ladislau Mednyánszky 1722-1724
- Ioan Antalffi 1724-1728
- Gregor Sorger 1729-1739
- Francisc Klobusiczky 1741-1748
- Sigismund Anton Stoica 1749-1759
- József de Batthyány 1759-1760
- Iosif Anton Bajtay 1760-1772
- Pius Manzador 1772-1774
- László Kollonitz 1775-1780
- Ignațiu Batthyány 1780-1789
- Iosif Mártonfi 1799-1815
- Alexandru Rudnay 1815-1819
- Ignațiu Szepessy 1820-1827
- Miklós Kovács 1827-1852
- Lajos Haynald 1852-1863
- Mihály Fogarassy 1864-1882
- Ferenc Lönhart 1882-1897
- Gusztáv Károly Majláth 1897-1938
- Adolf Vorbuchner 1938
- Áron Márton 1938-1980
  - Jakab Antal 1980-1990 (episcop auxiliar, administrator apostolic)
- Lajos Bálint 1990-1994 (primul arhiepiscop)
- György Jakubinyi 1994-2019
- Gergely Kovács din 2020